# Сан-Лоренц
Сан-Лоренц — село на острові Гоцо, що на Мальті. Названо на честь Святого Лаврентія, святого покровителя села. Станом на березень 2014 року населення складає 748 чоловік.

## Міста-побратими
- Італія, Колле-Умберто